# Campionato italiano maschile di pallanuoto 1914
Il campionato italiano 1914 è stata la 3ª edizione della massima serie, ed allora unica, del campionato italiano maschile di pallanuoto. Il torneo, organizzato dalla Federazione Italiana di Nuoto Rari Nantes, si disputò a Sturla, Genova, e vide competere cinque squadre, tre delle quali (Genoa, Ligure Waterpolo e Mameli di Voltri) liguri. Le altre due partecipanti furono la Partenope e la Milano. Il torneo fu vinto dal Genoa per la terza volta consecutiva, che segnò undici goal senza subirne nessuno.

## Classifica
|  |    | Classifica finale 1914 | Pt | G | V | N | P | GF | GS | DR  |
|  | -- | ---------------------- | -- | - | - | - | - | -- | -- | --- |
|  | 1. | Genoa                  | ?  | ? | ? | ? | ? | 11 | 0  | +11 |
|  | 2. | Partenope              | ?  | ? | ? | ? | ? | ?  | ?  | ?   |
|  | 3. | Mameli                 | ?  | ? | ? | ? | ? | ?  | ?  | ?   |
|  | 4. | Ligure Waterpolo       | ?  | ? | ? | ? | ? | ?  | ?  | ?   |
|  | 5. | Milano                 | ?  | ? | ? | ? | ? | ?  | ?  | ?   |
|  | 6. | Ardita Juventus        | ?  | ? | ? | ? | ? | ?  | ?  | ?   |

### Verdetti
- Genoa Campione d'Italia 1914